# Meris suffusaria
Meris suffusaria là một loài bướm đêm trong họ Geometridae.